# Шарафуллин, Ринат Галимзанович
Ринат Галимзанович Шарафуллин (тат. Ринат Галимҗан улы Шәрәфуллин, Rinat Ğalimcan uğlı Şərəfullin, род. 26 августа 1961) — советский велогонщик.
Неоднократный чемпион СССР по велогонкам. В 1974 году выиграл многодневную гонку «Тур Болгарии», в том же году в составе сборной СССР стал серебряным призёром чемпионата мира в Монреале.
После завершения карьеры проживает в Омске и руководит местной Федерацией велосипедного спорта.

## Выступления
| 1972 - 2-й — Тур Югославии - 1-й на 7 и 8 этапе 1973 - 1-й — Чемпионат СССР Командная гонка в составе команды "Буревестник" - 19-й — Велогонка Мира - 1-й на 15 этапе в Берлине 1974 - 1-й — Тур Болгарии - 2-й — Чемпионат мира Командная гонка 1976 - 2-й — Неделя Ломбардии - 1-й на этапах 5а и 5b — Неделя Ломбардии - 3-й — Тур СССР 1977 - 1-й — Гонка "Молока" в составе Сборной СССР - 10-й — Гонка "Молока" |